# Dionisio Calvo
Dionisio Calvo, detto Chito (Manila, 20 novembre 1904 – San Francisco, 9 dicembre 1977), è stato un cestista, nuotatore, allenatore di pallacanestro e dirigente sportivo filippino, membro del FIBA Hall of Fame dal 2007 in qualità di contributore.

## Carriera
Da cestista ha militato nella squadra dell'Università delle Filippine, vestendo anche la maglia della Nazionale. In seguito si è dedicato alla carriera da allenatore; ha allenato varie squadre della NCAA filippina, oltre ad aver guidato la nazionale filippina alle Olimpiadi 1936 (5º posto) e 1948. Ha inoltre vinto l'oro ai I Giochi asiatici del 1951.
Da nuotatore ha rappresentato la propria nazionale ai Far Eastern Games del 1921 e 1923.
Nel 1960 è stato tra i cofondatori della Asian Basketball Confederation (in seguito denominata FIBA Asia), ricoprendo l'incarico di Segretario Generale tra il 1963 ed il 1967.